# Hemiboea subcapitata
Hemiboea subcapitata là một loài thực vật có hoa trong họ Tai voi. Loài này được C.B. Clarke mô tả khoa học đầu tiên năm 1888.